# Liste der Autorenbeteiligungen und Produktionen von Nik Kershaw
Dies ist eine Übersicht über die Kompositionen und Produktionen des britischen Musikers, Komponisten und Produzenten Nik Kershaw. Zu berücksichtigen ist, dass Hitmedleys, Remixe, Liveaufnahmen oder Neuaufnahmen des gleichen Interpreten nicht aufgeführt werden.

## #
| Jahr | Titel      | Interpret   | Funktion             |
| ---- | ---------- | ----------- | -------------------- |
| 1998 | 15 Minutes | Nik Kershaw | Komponist, Produzent |

## A
| Jahr | Titel                | Interpret     | Funktion             |
| ---- | -------------------- | ------------- | -------------------- |
| 1993 | All Around the World | Jason Donovan | Komponist            |
| 2001 | All Is Fair          | Nik Kershaw   | Komponist, Produzent |
| 2001 | Already              | Nik Kershaw   | Komponist, Produzent |
| 2005 | Any Other Day        | Joana Zimmer  | Co-Komponist         |

## B
| Jahr | Titel  | Interpret   | Funktion             |
| ---- | ------ | ----------- | -------------------- |
| 1998 | Billy  | Nik Kershaw | Komponist, Produzent |
| 1983 | Bogart | Nik Kershaw | Komponist            |

## C
| Jahr | Titel            | Interpret   | Funktion             |
| ---- | ---------------- | ----------- | -------------------- |
| 1984 | City of Angels   | Nik Kershaw | Komponist            |
| 1983 | Cloak and Dagger | Nik Kershaw | Komponist            |
| 2005 | Cloud Nine       | Nik Kershaw | Komponist, Produzent |

## D
| Jahr | Titel          | Interpret     | Funktion             |
| ---- | -------------- | ------------- | -------------------- |
| 1983 | Dancing Girls  | Nik Kershaw   | Komponist            |
| 2005 | Dangerous Eyes | Nik Kershaw   | Komponist, Produzent |
| 1983 | Dark Glasses   | Nik Kershaw   | Komponist            |
| 1984 | Dark Glasses   | Edwina Laurie | Komponist            |
| 2001 | Die Laughing   | Nik Kershaw   | Komponist, Produzent |
| 1984 | Don Quixote    | Nik Kershaw   | Komponist            |
| 1987 | Don't Ask Me   | Nik Kershaw   | Komponist            |
| 1984 | Don’t Lie      | Nik Kershaw   | Komponist, Produzent |
| 1983 | Drum Talk      | Nik Kershaw   | Komponist            |

## E
| Jahr | Titel            | Interpret   | Funktion                |
| ---- | ---------------- | ----------- | ----------------------- |
| 1984 | Easy             | Nik Kershaw | Komponist               |
| 1989 | Elisabeth’s Eyes | Nik Kershaw | Komponist, Co-Produzent |

## F
| Jahr | Titel                 | Interpret      | Funktion             |
| ---- | --------------------- | -------------- | -------------------- |
| 1983 | Faces                 | Nik Kershaw    | Komponist            |
| 1993 | Fairweather Christian | Chesney Hawkes | Co-Produzent         |
| 1998 | Fiction               | Nik Kershaw    | Komponist, Produzent |
| 1998 | Find Me an Angel      | Nik Kershaw    | Komponist, Produzent |

## G
| Jahr | Titel          | Interpret   | Funktion             |
| ---- | -------------- | ----------- | -------------------- |
| 2001 | Get Up         | Nik Kershaw | Komponist, Produzent |
| 1998 | God Bless      | Nik Kershaw | Komponist, Produzent |
| 1983 | Gone to Pieces | Nik Kershaw | Komponist            |

## H
| Jahr | Titel                  | Interpret      | Funktion                   |
| ---- | ---------------------- | -------------- | -------------------------- |
| 1998 | Have a Nice Life       | Nik Kershaw    | Komponist, Co-Produzent    |
| 1993 | Healing Love           | Cliff Richard  | Co-Komponist               |
| 2001 | Hello World            | Nik Kershaw    | Komponist, Produzent       |
| 1993 | Help Me to Help Myself | Chesney Hawkes | Co-Komponist, Co-Produzent |
| 1991 | He’s Got a Hold on Me  | Bonnie Tyler   | Komponist, Produzent       |
| 2001 | How Sad                | Nik Kershaw    | Komponist, Produzent       |
| 1983 | Human Racing           | Nik Kershaw    | Komponist                  |

## I
| Jahr | Titel                                  | Interpret                | Funktion     |
| ---- | -------------------------------------- | ------------------------ | ------------ |
| 1997 | I Believe                              | Mandoki                  | Komponist    |
| 1991 | I Wanna Change the Score               | Tony Banks & Nik Kershaw | Co-Komponist |
| 1983 | I Won’t Let the Sun Go Down on Me      | Nik Kershaw              | Komponist    |
| 1984 | Ich will, wenn ich wüßte, daß ich darf | Florian Haidt            | Komponist    |

## J
| Jahr | Titel    | Interpret   | Funktion                |
| ---- | -------- | ----------- | ----------------------- |
| 2001 | Jane Doe | Nik Kershaw | Co-Komponist, Produzent |

## K
| Jahr | Titel    | Interpret   | Funktion  |
| ---- | -------- | ----------- | --------- |
| 1984 | Know How | Nik Kershaw | Komponist |

## L
| Jahr | Titel                         | Interpret       | Funktion             |
| ---- | ----------------------------- | --------------- | -------------------- |
| 1986 | Life Goes On                  | Nik Kershaw     | Komponist, Produzent |
| 1994 | Let’s Get High on One Another | Anita Hegerland | Co-Komponist         |

## M
| Jahr | Titel               | Interpret      | Funktion                   |
| ---- | ------------------- | -------------- | -------------------------- |
| 1998 | Made in Heaven      | Nik Kershaw    | Komponist, Produzent       |
| 1993 | Missing You Already | Chesney Hawkes | Co-Komponist, Co-Produzent |
| 1984 | Monkey Business     | Nik Kershaw    | Komponist                  |
| 1989 | My Friend John      | Nik Kershaw    | Komponist, Produzent       |

## N
| Jahr | Titel        | Interpret   | Funktion             |
| ---- | ------------ | ----------- | -------------------- |
| 1986 | Nobody Knows | Nik Kershaw | Komponist, Produzent |

## O
| Jahr | Titel                                | Interpret                | Funktion                |
| ---- | ------------------------------------ | ------------------------ | ----------------------- |
| 1993 | Old Friend                           | Elton John & Nik Kershaw | Komponist, Produzent    |
| 2001 | One Day                              | Nik Kershaw              | Komponist, Produzent    |
| 1986 | One of Our Fruit Machines Is Missing | Nik Kershaw              | Komponist               |
| 1988 | One Step Ahead                       | Nik Kershaw              | Komponist, Co-Produzent |
| 1989 | One World                            | Nik Kershaw              | Komponist               |
| 1993 | Oxygen / My Oxygen                   | Demis Roussos            | Komponist               |
| 1994 | Oxygen / My Oxygen                   | Anita Hegerland          | Komponist               |
| 1996 | Oxygen / My Oxygen                   | Richard Page             | Co-Komponist            |
| 2001 | Oxygen / My Oxygen                   | Avalon                   | Co-Komponist            |

## P
| Jahr | Titel    | Interpret   | Funktion     |
| ---- | -------- | ----------- | ------------ |
| 2002 | Payback  | Nick Carter | Co-Komponist |
| 1984 | Progress | Nik Kershaw | Komponist    |

## R
| Jahr | Titel                  | Interpret                | Funktion             |
| ---- | ---------------------- | ------------------------ | -------------------- |
| 1986 | Radio Musicola         | Nik Kershaw              | Komponist, Produzent |
| 1991 | Red Day on Blue Street | Tony Banks & Nik Kershaw | Co-Komponist         |

## S
| Jahr | Titel                         | Interpret                               | Funktion                |
| ---- | ----------------------------- | --------------------------------------- | ----------------------- |
| 1984 | Save the Whale                | Nik Kershaw                             | Komponist               |
| 1983 | Shame on You                  | Nik Kershaw                             | Komponist               |
| 1984 | She Cries                     | Nik Kershaw                             | Komponist               |
| 1984 | She Cries                     | Bucks Fizz                              | Komponist               |
| 1998 | Shine On                      | Nik Kershaw                             | Komponist, Produzent    |
| 1991 | Show Me the Way               | Osmond Boys                             | Komponist               |
| 2001 | Show Them What You’re Made Of | Nik Kershaw                             | Komponist, Produzent    |
| 1984 | So Quiet                      | Nik Kershaw                             | Komponist, Produzent    |
| 1998 | Somebody Loves You            | Nik Kershaw                             | Komponist, Produzent    |
| 1999 | Sometimes                     | Les Rythmes Digitales feat. Nik Kershaw | Co-Komponist            |
| 1998 | Stick Around                  | Nik Kershaw                             | Komponist, Co-Produzent |

## T
| Jahr | Titel                          | Interpret                                                                        | Funktion                   |
| ---- | ------------------------------ | -------------------------------------------------------------------------------- | -------------------------- |
| 2001 | Take Me to the Church          | Nik Kershaw                                                                      | Komponist, Produzent       |
| 1993 | Tell Me Something I Don’t Know | Chesney Hawkes                                                                   | Co-Komponist, Co-Produzent |
| 1993 | The Family Way                 | Chesney Hawkes                                                                   | Co-Komponist, Co-Produzent |
| 1991 | The Final Curtain              | Tony Banks & Nik Kershaw                                                         | Co-Komponist               |
| 1990 | The One and Only               | Chesney Hawkes                                                                   | Komponist, Co-Produzent    |
| 2000 | The One and Only               | Christian Wunderlich                                                             | Komponist                  |
| 2000 | The One and Only               | Stachurski (Liedtitel: Typ niepokorny)                                           | Co-Komponist               |
| 1984 | The Riddle                     | Nik Kershaw                                                                      | Komponist                  |
| 1996 | The Riddle                     | Tauski (Liedtitel: Kadotettu sydän)                                              | Co-Komponist               |
| 1999 | The Riddle                     | Gigi D’Agostino                                                                  | Komponist                  |
| 1999 | The Riddle                     | Lightforce (Liedtitel: Take Your Time (The Riddle ’99))                          | Komponist                  |
| 2010 | The Riddle                     | Flyguy (Liedtitel: Reflect (The Riddle))                                         | Komponist                  |
| 2010 | The Riddle                     | JayKay (Liedtitel: Princess)                                                     | Co-Komponist               |
| 2010 | The Riddle                     | Prezioso & Marvin                                                                | Komponist                  |
| 2012 | The Riddle                     | Jack Holiday & Mike Candys (Liedtitel: The Riddle Anthem)                        | Komponist                  |
| 2013 | The Riddle                     | Ellis Moore                                                                      | Komponist                  |
| 2018 | The Riddle                     | Jack Holiday & Mike Candys (Liedtitel: The Riddle Anthem Rework)                 | Komponist                  |
| 2021 | The Riddle                     | Felix Jaehn mit Toby Romeo feat. Faulhaber (Liedtitel: Where the Lights Are Low) | Komponist                  |
| 1993 | The Woman I Love               | The Hollies                                                                      | Komponist                  |
| 2005 | Times Like These               | Nik Kershaw                                                                      | Komponist, Produzent       |

## W
| Jahr | Titel                           | Interpret                                       | Funktion                   |
| ---- | ------------------------------- | ----------------------------------------------- | -------------------------- |
| 1998 | What Do You Think of It So Far? | Nik Kershaw                                     | Komponist, Produzent       |
| 2005 | What It Is                      | Nik Kershaw                                     | Komponist                  |
| 1993 | What’s Wrong with This Picture? | Chesney Hawkes                                  | Co-Komponist, Co-Produzent |
| 1985 | When a Heart Beats              | Nik Kershaw                                     | Komponist, Produzent       |
| 1988 | When I Grow Up                  | Nik Kershaw                                     | Komponist, Produzent       |
| 1984 | Wide Boy                        | Nik Kershaw                                     | Komponist                  |
| 1984 | Wild Horses                     | Nik Kershaw                                     | Komponist                  |
| 1983 | Wouldn’t It Be Good             | Nik Kershaw                                     | Komponist                  |
| 1984 | Wouldn’t It Be Good             | Juliane Werding (Liedtitel: Sonne auf der Haut) | Co-Komponist               |
| 1986 | Wouldn’t It Be Good             | Barbara Dickson                                 | Komponist                  |
| 1997 | Wouldn’t It Be Good             | She Moves                                       | Komponist                  |
| 1999 | Wouldn’t It Be Good             | Soulwax                                         | Komponist                  |
| 2002 | Wouldn’t It Be Good             | Georges-Alain Jones & Nolwenn Leroy             | Komponist                  |
| 2002 | Wouldn’t It Be Good             | Pure Pressure                                   | Komponist                  |
| 2006 | Wouldn’t It Be Good             | Cascada                                         | Komponist                  |
| 2009 | Wouldn’t It Be Good             | Placebo                                         | Komponist                  |
| 2012 | Wouldn’t It Be Good             | Ke$ha (Liedtitel: Supernatural)                 | Co-Komponist               |
| 2001 | Wounded                         | Nik Kershaw                                     | Komponist, Produzent       |
| 1987 | Wounded Knee                    | Nik Kershaw                                     | Komponist                  |

## Y
| Jahr | Titel                          | Interpret              | Funktion             |
| ---- | ------------------------------ | ---------------------- | -------------------- |
| 2012 | You Are the One                | Ian Thomas feat. Mello | Co-Komponist         |
| 2013 | You Are the One                | Ian Thomas             | Co-Komponist         |
| 1999 | You Don’t Stop!                | Buzzy Bus              | Co-Komponist         |
| 2001 | You Make Me Feel (Like Myself) | Sita                   | Co-Komponist         |
| 1984 | You Might                      | Nik Kershaw            | Komponist            |
| 1998 | Your Brave Face                | Nik Kershaw            | Komponist, Produzent |
| 2012 | You're the Best                | Nik Kershaw            | Komponist, Produzent |